# Daniel Dubuisson
Pour les articles homonymes, voir Dubuisson.
 (mars 2021).
Si vous disposez d'ouvrages ou d'articles de référence ou si vous connaissez des sites web de qualité traitant du thème abordé ici, merci de compléter l'article en donnant les références utiles à sa vérifiabilité et en les liant à la section « Notes et références ».
 Daniel Dubuisson, né le 3 février 1950, est un historien français des religions, spécialiste à ses débuts de l'Inde ancienne et de la mythologie comparée indo-européenne d'inspiration dumézilienne.

## Biographie
Directeur de recherche émérite au CNRS, il a été responsable du centre de recherches Irhis (Institut de Recherches Historiques du Septentrion, Université Charles de Gaulle-Lille 3) de 2002 à 2010. Ses travaux des vingt dernières années ont eu pour objets l'étude comparative de quelques grands mythologues contemporains comme Georges Dumézil, Mircea Eliade, Claude Lévi-Strauss, ainsi que l'histoire critique de l'Histoire des religions.
Dans le cadre de ses analyses portant sur l'un des paradigmes majeurs des sciences humaines, il a publié Mythologies du XXe siècle Dumézil, Lévi-Strauss, Eliade (1993, traduit en anglais, en italien et en roumain), l'Occident et la religion (1998, traduit en anglais), Dictionnaire des grands thèmes de l'histoire des religions De Pythagore à Lévi-Strauss (2004), Les Sagesses de l'homme Bouddhisme, paganisme, spiritualité chrétienne (2004, traduit en italien et en anglais), Magic and Religion in Western Culture (2016), The Invention of Religions (2019) et L'Invention des religions (2020).
En 2005, il fait paraître un ouvrage iconoclaste sur Mircea Eliade intitulé Impostures et pseudo-science : L'œuvre de Mircea Eliade où il établit un lien entre les thèses de l'historien roumain et ses engagements fascisants au cours des années 1930.
Depuis 2013 il est membre du comité éditorial de la revue nord-américaine Method and Theory in the Study of Religion.
De 2010 à 2015 il a été également coresponsable du programme Sciences et cultures du visuel. Dans ce cadre, il a coédité l'ouvrage À perte de vue. Les nouveaux paradigmes du visuel (2015).
Co-lauréat en 2020 de l'American Academy of Religions' dans la catégorie "Analytical-Descriptive Studies" pour son ouvrage The Invention of Religions publié par Equinox, Sheffield.

## Réception critique
Pour Philippe Borgeaud, l'ouvrage Mythologies du XXe siècle (Dumézil, Lévi-Strauss, Eliade) (1993) est un livre « riche et important ». Daniel Dubuisson propose sous forme de triptyque une présentation d'ordre à la fois descriptif et méthodologique de la notion de mythe chez Dumézil, Lévi-Strauss puis Eliade. L'œuvre de Dumézil est abordée par le biais d'une réflexion sur la notion d'idéologie, en termes d'héritage dans le cadre formée par une famille liée par la parenté linguistique. Celle de Lévi-Strauss est abordée par la question de ses fondements philosophiques, Eliade étant, lui, étudié à travers sa biographie et son œuvre « systématiquement interprétée à la lumière des choix politiques qu'il fit en 1932 et 1945 », les fondements conceptuels de celle-ci étant « réduits à quelques motifs fascisants et antisémites ». Philippe Borgeaud, tout en soulignant que les ouvrages du mythologue roumain peuvent être justifiable d'une analyse contextuelle de type historiographique, déplore « l'assurance avec laquelle se trouvent ici assenées des condamnations pour la plupart méritées, mais proférées sur un ton plus proche de l'invective que de celui d'un historien appuyant systématiquement son jugement sur l'examen rigoureux du dossier. » Ceci d'autant plus que la bibliographie ignore, selon Borgeaud, des pièces essentielles. Parmi les erreurs, il note que Daniel Dubuisson présente Eliade comme un « néo-païen » alors que ce dernier était proche des valeurs du christianisme orthodoxe.
Dans L'Occident et la religion. Mythes, science et idéologie (1999), Dubuisson pose la question de savoir si l'histoire des religions constitue une véritable discipline scientifique ou si elle n'est qu'« un reflet impérialiste de la culture occidentale ». L'auteur s'attache de prouver que la seconde assertion est juste en interrogeant l'idée même de religion. Il propose pour remédier à la connotation du terme d'utiliser un nouveau concept, celui de « formation cosmographique », censé être plus objectif car non issu d'une culture particulière. Stanislas Deprez interroge en quoi ce nouveau terme serait plus neutre que les précédents, une fois reconnu l'impossibilité de sortir de sa culture et de sa langue, Dubuisson n'évitant pas « les travers occidalocentristes ». Il considère également que l'auteur exagère l'aspect chrétien du concept de religion. Pour Stanislas Deprez, le plus grand mérite du livre est de susciter la réflexion. Il regrette néanmoins que le ton polémique desserve le propos. Comme Philippe Borgeaud, Stanislas Deprez juge que Dubuisson force sa lecture de Mircea Eliade dans un sens raciste et antidémocratique, utilisant des « extraits - toujours décontextualisés et souvent tronqués - » qui « ne sont pas vraiment convaincants ».

## Publications
- « L'Irlande et la théorie médiévale des “trois ordres” », Revue de l’histoire des religions, 1975, nº 188, p. 35–63.
- « Le roi indo-européen et la synthèse des trois fonctions », Annales, 1978, nº 33, p. 683–702.
- La Légende royale dans l'Inde ancienne : Rāma et le Rāmāyaṇa, préface de Georges Dumézil, Paris, Economica, « Histoire » 1986  (ISBN 2-7178-1095-1)
- Mythologies du XXe siècle : Dumézil, Lévi-Strauss, Eliade, Lille, Presses universitaires de Lille, « Racines & modèles », 1993 (traduit en italien, en roumain et en anglais)  (ISBN 2-85939-451-6)
- Anthropologie poétique : Esquisses pour une anthropologie du texte, Louvain-la-Neuve, Peeters, « Bibliothèque des cahiers de l'institut de linguistique de Louvain », 1996  (ISBN 90-6831-830-6)
- L'Occident et la religion : Mythes, science et idéologie, Bruxelles-Paris, Éditions Complexe, « Les Dieux dans la cité », 1998 (traduit en anglais)  (ISBN 2-87027-696-6)
- Dictionnaire des grands thèmes de l'Histoire des religions : De Pythagore à Lévi-Strauss, sous la direction de Daniel Dubuisson, Bruxelles–Paris, Éditions Complexe, « Bibliothèque Complexe », 2004  (ISBN 2-87027-847-0)
- Les sagesses de l'homme : Bouddhisme, paganisme, spiritualité chrétienne, Villeneuve-d'Ascq, Presses universitaires du Septentrion, « Mythes, imaginaires, religions », 2004 (traduit en italien et en anglais)  (ISBN 2-85939-847-3)
- Impostures et pseudo-science : L'Œuvre de Mircea Eliade, préface d'Isac Chiva, Villeneuve-d'Ascq, Presses universitaires du Septentrion, « Savoirs mieux », 2005  (ISBN 2-85939-874-0)
- Religion and Magic in Western Culture, Leyde, Brill, 2016  (ISBN 978-90-04-29895-8)
- The Invention of Religions, Equinox Publishing Ltd, Sheffield, 2019  (ISBN 978 1 78179 813 3)
- L'Invention des religions, CNRS éditions, Paris, 2020  (ISBN 978-2-271-12428-9)